# Christusorden (Italien)

Das Wappen der Dominikaner mit dem Dominikanerkreuz

Der Christusorden in Italien (it.: Milizia di Gesù Cristo) war ein örtlich und zeitlich eingegrenzter militärischer Ritterorden in der Lombardei. Er wurde von Bartolomeo di Breganze OP, dem Bischof von Vicenza, eingesetzt. Papst Gregor IX. (1227–1241) erteilte 1233 die päpstliche Approbation und stellte den Ritterorden unter die Jurisdiktion der Dominikaner. Der italienische Christusorden wurde 1261 aufgelöst und ging in die dominikanische Ordensgemeinschaft Frati gaudenti über.

## Zusammensetzung und Mission
Die Mitgliedschaft unterteilte sich in den adeligen und bürgerlichen Ritterstand, die kein Keuschheits- oder Armutsgelübde ablegen mussten. Der militärische Ritterorden wurde mit dem Hauptziel gegründet die als Ketzer geltenden Katharer (Albingenser) und Waldenser in der Lombardei und schwerpunktmäßig in Parma fernzuhalten und zu bekämpfen. Gleichzeitig bildeten sie ein Bindeglied zwischen der Römischen Kirche und dem örtlichen Adel. In den Städten war ihr Augenmerk auf die Unterstützung der Schwachen und Benachteiligten gelenkt. Zu ihren religiösen Pflichten gehörte, dass sie zu Ostern, Weihnachten und Pfingsten die Beichte ablegten. Sie trafen sich monatlich zu biblischen Unterweisungen, die von Ordenspriestern der Dominikaner vollzogen wurden. Als Ordenstracht  trugen die Mitglieder eine weiße Tunika und den schwarzen Mantel der Dominikaner. Der Christusorden wurde von einem Generalmeister, der ein höherer militärischer Offizier war, geführt. Er war gleichzeitig der militärische Führer im Einsatz und leitete die Operationen in und um Parma.

## Anmerkung
Dieser Ritterorden ist nicht identisch mit dem Ritterorden „Soldaten des Glaubens an Jesus Christus“ (lat.: Militia Jesu Christi), der in Südfrankreich (Languedoc) gegründet und bei dem Feldzug gegen die Albingenser eingesetzt worden war.